# Ескіль Сутер
Ескіль Сутер (фр. Eskil Suter; 29 червня 1967, Турбенталь, Швейцарія) — колишній швейцарський мотогонщик, нині конструктор мотоциклетних шасі. Як спортсмен виступав у чемпіонаті світу з шосейно-кільцевих мотоперегонів MotoGP з 1991 до 1998 років.

## Кар'єра мотогонщика
За часи виступів у MotoGP Ескіль Сутер як спортсмен не досягав значних результатів, він жодного разу не був на подіумі. Найкращі його сезони були у 1994 і 1996 роках, коли він займав 13-е місце в загальному заліку в класі 250cc. У 1997 він перервав свої виступи у MotoGP, коли виступав у чемпіонаті світу Супербайк, але не зміг там здобути жодного очка. Наступного сезону, у 1998 році повернувся до MotoGP у клас 500cc, виступаючи запасним гонщиком команди MuZ, яка використовувала двигуну Swissauto французького виробництва. Коли основний гонщик команди Доріано Ромбоні був травмований у другій гонці сезону, Сутер зайняв його місце і набрав очки в трьох гонках сезону.

### Статистика виступів в розрізі сезонів
| Рік  | Клас  | Команда                | Мотоцикл | Очки | Місце | Перемоги |
| ---- | ----- | ---------------------- | -------- | ---- | ----- | -------- |
| 1991 | 250cc | Marlboro Aprilia Mohag | RS250    | 0    | –     | 0        |
| 1992 | 250cc | Marlboro Aprilia Mohag | RS250    | 0    | –     | 0        |
| 1993 | 250cc | Mohag Aprilia          | RS250    | 24   | 19    | 0        |
| 1994 | 250cc | Mohag Aprilia          | RS250    | 42   | 13    | 0        |
| 1995 | 250cc | Mohag Aprilia          | RS250    | 43   | 14    | 0        |
| 1996 | 250cc | Mohag Aprilia          | RS250    | 55   | 13    | 0        |
| 1998 | 500cc | MuZ-Weber              | MuZ 500  | 7    | 26    | 0        |

## Suter Racing Technology AG

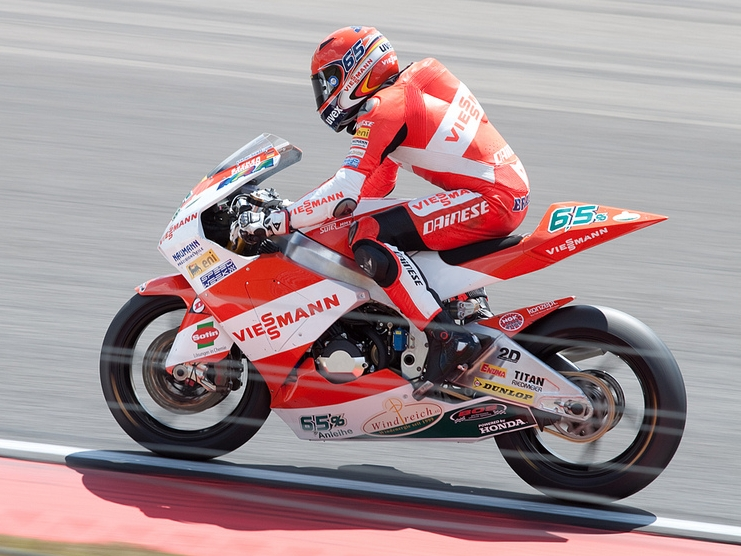
Штефан Брадль на мотоциклі Suter, Гран-Прі Нідерландів—2010

Сутер у 1996 році заснував компанію «Suter Racing Technology» (SRT), яка спеціалізується на проектуванні гоночних мотоциклів. Компанія Сутера, зокрема, розробила мотоцикл Muz 500 у співпраці з Swissauto у 1999 році, після того як компанія MuZ вирішила припинити співпрацю з ROC.
Також SRT була відповідальною за проектування та розробку трициліндрових двигунів об'ємом 900 см³ для мотоцикла Petronas FP1. Ці байки змагалися у чемпіонаті світу Супербайк з 2002 по 2005 рік. Крім того, компанія допомогла з розвитком Kawasaki ZX-RR для участі у MotoGP між 2004 і 2006. У 2006 і 2007 роках, SRT була пов'язаною з Ilmor Engineering розробкою шасі для 800 кубового мотоцикла Ilmor X3.
У сезоні 2010, з введенням нового класу Moto2, «Suter Racing Technology» почала постачати свої мотоцикли командам цієї категорії. Мотоцикли компанії домінувала в серії протягом перших трьох сезонів існування класу, принісши швейцарцям 3 кубки конструкторів поспіль, а в сезоні 2012 Марк Маркес на мотоциклі MMX2 став чемпіоном світу і в індивідуальному заліку.
SRT також побудувала прототип для участі у MotoGP в сезоні 2012 року. Мотоцикл, оснащений однолітровим двигуном від BMW S1000RR, був протестований наприкінці 2010 року і протягом 2011 року командою Marc VDS Racing Team. Мотоцикли у топ-класі представляли команду «Forward Racing».
У 2012 році «Suter Racing Technology» була залучена індійською компанією «Mahindra & Mahindra» для роботи над новим мотоциклом Mahindra MGP3O для класу Moto3.
В 2015-16 роках компанія брала участь у розробці нового алюмінієвого шасі для мотоцикла Ducati Desmosedici GP16.

## Зовнішні посилання
- http://www.suterracing.com/ [Архівовано 6 грудня 2010 у Wayback Machine.]